# (8556) Jana
(8556) Jana es un asteroide perteneciente al cinturón de asteroides, descubierto el 7 de julio de 1995 por Zdeněk Moravec desde el Observatorio Kleť, České Budějovice, República Checa.

## Designación y nombre
Designado provisionalmente como 1995 NB. Nombrado en honor de Jana Moravcová, esposa del descubridor, con motivo de su trigésimo cumpleaños, el 7 de julio de 1999.

## Características orbitales
Jana está situado a una distancia media del Sol de 2,913 ua, pudiendo alejarse hasta 3,958 ua y acercarse hasta 1,867 ua. Su excentricidad es 0,359 y la inclinación orbital 5,363 grados. Emplea 1815,75 días en completar una órbita alrededor del Sol.
Los próximos acercamientos a la órbita de Júpiter ocurrirán el 21 de agosto de 2027, el 6 de junio de 2053 y el 8 de abril de 2087.

## Características físicas
La magnitud absoluta de Jana es 13,45. Tiene 7,343 km de diámetro y su albedo se estima en 0,227.